# Снурницын, Игорь Сергеевич
И́горь Серге́евич Снурни́цын (укр. Ігор Сергійович Снурніцин; род. 7 марта 2000, Докучаевск, Донецкая область) — украинский футболист, защитник клуба «Металлист 1925».

## Клубная карьера
Родился в Докучаевске, занимался футболом в школе олимпийского резерва клуба «Олимпик». После начала боевых действий переехал в Николаев, где продолжил обучение в школе «Торпедо-ВУФК». С 2017 года стал игроком донецкого «Олимпика», 15 апреля 2018 года дебютировал в матче УПЛ против «Александрии», выйдя в стартовом составе и отыграв весь матч, а позже с игроком был заключён пятилетний контракт.
19 июля 2021 года подписал контракт с луганской «Зарёй» сроком на три года. 2 августа 2021 года дебютировал за «Зарю» в матче украинской Премьер-лиги против «Ингульца», выйдя на замену Максиму Имерекову. 16 сентября 2021 года дебютировал в еврокубках в матче группового этапа Лига конференций УЕФА против «Будё-Глимт», выйдя в стартовом составе.

## Карьера в сборной
В 2017 году Снурницын выступил в составе сборной Украины на юношеском чемпионате Европы U-17. Через год сыграл на чемпионате Европы U-19. В 2019 году в составе сборной Украины до 20 лет стал чемпионом мира на первенстве в Польше.

## Статистика

### Клубная
| Выступление      | Выступление      | Выступление      | Чемпионат | Чемпионат | Кубок | Кубок | Еврокубки | Еврокубки | Прочие | Прочие | Итого | Итого |
| Клуб             | Лига             | Сезон            | Игры      | Голы      | Игры  | Голы  | Игры      | Голы      | Игры   | Голы   | Игры  | Голы  |
| ---------------- | ---------------- | ---------------- | --------- | --------- | ----- | ----- | --------- | --------- | ------ | ------ | ----- | ----- |
| Олимпик Донецк   | Премьер-лига     | 2017/18          | 5         | 0         | 0     | 0     | 0         | 0         | 0      | 0      | 5     | 0     |
| Олимпик Донецк   | Премьер-лига     | 2018/19          | 14        | 0         | 1     | 0     | 0         | 0         | 0      | 0      | 15    | 0     |
| Олимпик Донецк   | Премьер-лига     | 2019/20          | 10        | 0         | 1     | 0     | 0         | 0         | 0      | 0      | 11    | 0     |
| Олимпик Донецк   | Премьер-лига     | 2020/21          | 18        | 0         | 0     | 0     | 0         | 0         | 0      | 0      | 18    | 0     |
| Олимпик Донецк   | Итого            | Итого            | 47        | 0         | 2     | 0     | 0         | 0         | 0      | 0      | 49    | 0     |
| Заря Луганск     | Премьер-лига     | 2021/22          | 8         | 0         | 1     | 0     | 4         | 0         | 0      | 0      | 13    | 0     |
| Заря Луганск     | Итого            | Итого            | 8         | 0         | 1     | 0     | 5         | 0         | 0      | 0      | 14    | 0     |
| Всего за карьеру | Всего за карьеру | Всего за карьеру | 55        | 0         | 3     | 0     | 5         | 0         | 0      | 0      | 63    | 0     |

## Достижения

### Командные
«Заря» (Луганск)
- Бронзовый призёр чемпионата Украины: 2022/23

Сборная Украины (до 20 лет)
- Чемпион мира среди молодёжных сборных: 2019

### Награды
- Орден «За заслуги» III степени (2019)[11]